# ボディアーマー
| ボディーアーマーを着用したオランダ軍兵士（左）と、チリ軍兵士（右）。ボディアーマーは使用目的によってさまざまな種類がある。 |  | ボディーアーマーを着用したオランダ軍兵士（左）と、チリ軍兵士（右）。ボディアーマーは使用目的によってさまざまな種類がある。 |
| ボディーアーマーを着用したオランダ軍兵士（左）と、チリ軍兵士（右）。ボディアーマーは使用目的によってさまざまな種類がある。 |  | |

ボディーアーマー (body armor) は、銃弾や爆発による破片などから身を守るために使用されるベスト状の防護服。フラックジャケット (flak jacket)、バリスティックベスト (ballistic vest)、ブリットプルーフベスト (bulletproof vest) とも呼ばれる。日本では防弾チョッキ、防弾ベスト、防弾衣などの呼び方がある。
なお、ボディアーマーの防護性能は使われる素材によって異なっており、拳銃弾や砲弾片程度しか阻止できないものから、装甲を貫通する目的で作られた小銃用のAP弾（ArmourPiercing）を停止させるNIJ規格レベルIVクラスのものまで存在する。

## 概要
銃弾や、手榴弾、砲弾などの爆発時に発生する破片から身体を防護し、被害を低減するために着用する。近年では、セラミックプレートを装備し、アサルトライフルなどの小銃弾の阻止が可能なボディアーマーが主流となっている。
軍用ボディアーマーは長い歴史を持つが、朝鮮戦争から1980年代までの軍用ボディアーマーは、アサルトライフルなどの小銃弾ではなく、拳銃弾や砲弾の破片から防護する目的で使用されていた。これは、当時の技術では小銃弾の阻止が困難だったことや、戦場で死傷する原因の大半は銃撃ではなく砲爆撃や擲弾の破片によるものであることなどが原因であった。
また、防弾コートと呼ばれるトレンチコート型のボディアーマーも存在し、ケブラー繊維製の防弾素材が仕込まれているため、拳銃弾や爆発物の破片から身体を防護するとされている。

### 日本で着用する職業
- 自衛官
- 警察官（必要に応じて）
- 海上保安官（必要に応じて）
- 現金輸送の警備員
- 機械警備の警備員

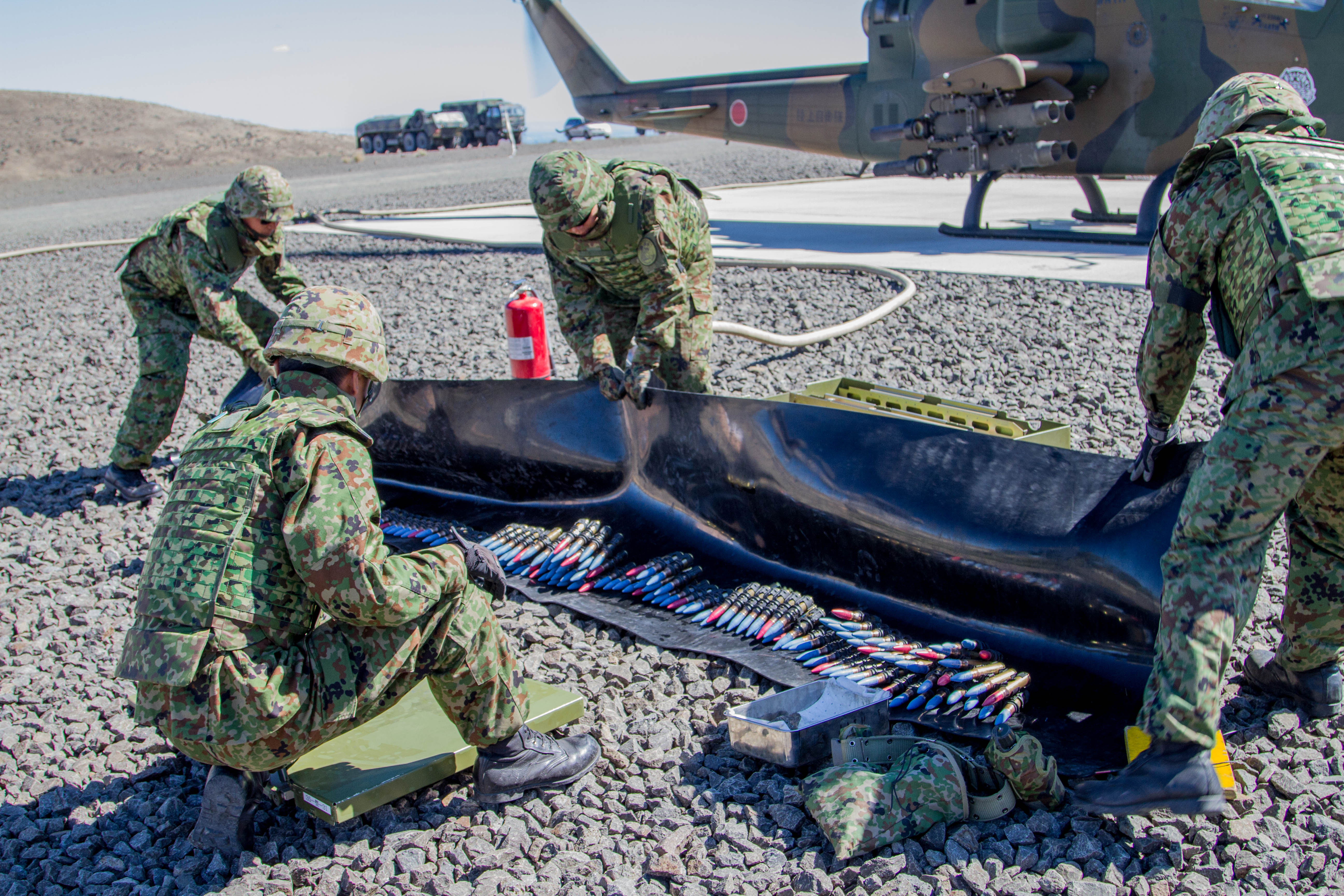
防弾チョッキ3型を着て作業を行う陸上自衛隊員

一般に民間ではほとんど広まっていない。あるいは着用については、軽いもの、防刃機能のみの場合も多い。これは、日本では銃器による犯罪がごく少ないことが原因と考えられる。

### 規格
一般的に防弾ベストは防御可能な弾薬の種類に応じてランク付けされておりNIJ規格のNIJ-0101.04が使われている。貫通しないことが絶対条件であるが、被弾インパクトの凹みであるBFS (Back Face Signature) は44 mm以下という基準もある。
アメリカの規格なので単位にg/m、グラム/メートル法とgr/ft、グレーン/フィート法が併記されている。
| 防弾レベル | テスト弾丸                                                 | 弾丸重量           | 銃身長                      | 弾速（初速）                   | 距離 | 射撃数 | 貫通 | 銃種類          |
| ---------- | ---------------------------------------------------------- | ------------------ | --------------------------- | ------------------------------ | ---- | ------ | ---- | --------------- |
| I          | .22 LRHV レッド（鉛）                                      | 2.6 g (40 gr)      | 15 - 16.5 cm (5.9 - 6.5 in) | 320 ± 12 m/s (1,050 ± 39 ft/s) | 5 m  | 6      | 0    | ピストル        |
| I          | .38スペシャル RN（ラウンドノーズ）レッド                   | 10.2 g (157 gr)    | 15 - 16.5 cm (5.9 - 6.5 in) | 259 ± 15 m/s (850 ± 49 ft/s)   | 5 m  | 6      | 0    | ピストル        |
| II-A       | .357マグナム JSP（ジャケテッドソフトポイント）             | 10.2 g (157 gr)    | 10 - 12 cm (3.9 - 4.7 in)   | 381 ± 15 m/s (1,250 ± 49 ft/s) | 5 m  | 6      | 0    | ピストル        |
| II-A       | 9mm FMJ（フルメタルジャケット）                            | 8.0 g (123 gr)     | 10 - 12 cm (3.9 - 4.7 in)   | 332 ± 12 m/s (1,089 ± 39 ft/s) | 5 m  | 6      | 0    | ピストル        |
| II         | .357マグナム JSP                                           | 10.2 g (157 gr)    | 15 - 16.5 cm (5.9 - 6.5 in) | 425 ± 15 m/s (1,394 ± 49 ft/s) | 5 m  | 6      | 0    | ピストル        |
| II         | 9 mm FMJ                                                   | 8.0 g (123 gr)     | 10 - 12 cm (3.9 - 4.7 in)   | 358 ± 12 m/s (1,175 ± 39 ft/s) | 5 m  | 6      | 0    | ピストル        |
| III-A      | .44マグナム レッド SWC（セミワッズカッター）ガスチェックド | 15.55 g (240.0 gr) | 14 - 16 cm (5.5 - 6.3 in)   | 426 ± 15 m/s (1,398 ± 49 ft/s) | 5 m  | 6      | 0    | ピストル        |
| III-A      | 9 mm FMJ                                                   | 8.0 g (123 gr)     | 24 - 26 cm (9.4 - 10.2 in)  | 426 ± 15 m/s (1,398 ± 49 ft/s) | 5 m  | 6      | 0    | ピストル        |
| III        | 7.62 mm (308ウィンチェスター) FMJ                          | 9.7 g (150 gr)     | 56 cm (22 in)               | 838 ± 15 m/s (2,749 ± 49 ft/s) | 15 m | 6      | 0    | ライフル        |
| IV         | .30-06 AP（徹甲弾）                                        | 10.8 g (167 gr)    | 56 cm (22 in)               | 868 ± 15 m/s (2,848 ± 49 ft/s) | 15 m | 1      | 0    | ライフル 徹甲弾 |

ちなみにNIJ基準はアメリカ警察のための防弾基準であるため日本国内で問題になっているトカレフ（7.62x25mm FMJ 弾, SJLC弾, SLSC弾・弾丸速度480 m/s ）に対応していない。7.62x25mm弾は薬莢が25 mmと長いことから多くの火薬が入り弾丸速度は480 m／sを超えることもある。NIJ-3Aの9mm弾の基準速度の425±15 m/sの速度を大きく超えることもあり貫通力は高いといわれている。トカレフ対応として3Aプラスという基準がよく言われるがNIJ基準にはトカレフ7.62x25mmの基準はない。
規格一覧
- アメリカ軍のMIL規格：MIL-STD-662[2]。
- NATO加盟国共通規格STANAG：STANAG 2920
- ロシアのGOST規格：ГОСТ Р 50744-95[3]

## 歴史

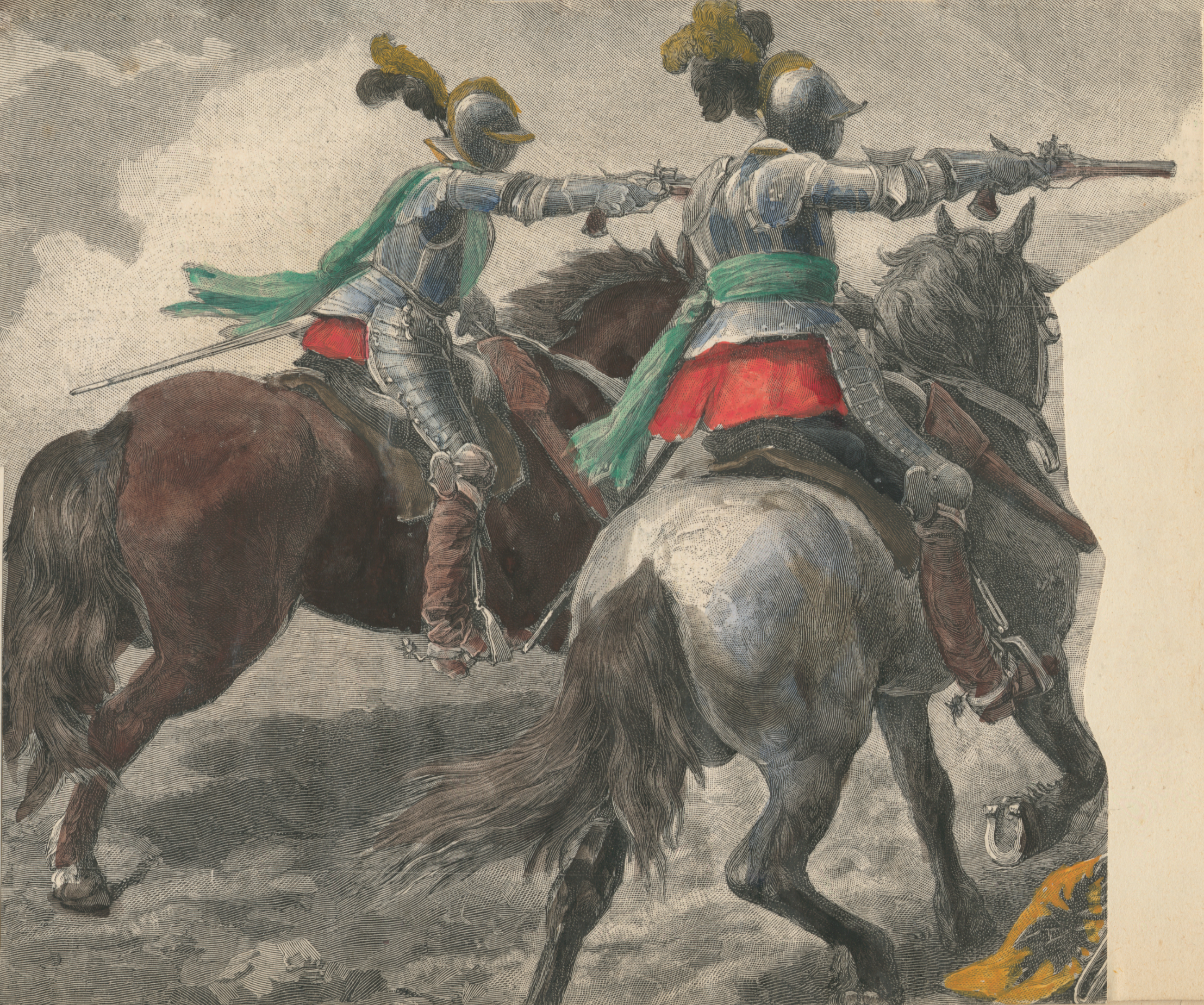
18世紀頃に登場する胸甲騎兵

### 中世
絹織物は矢を貫通させないため戦闘に使用されてきた。戦国時代日本の騎馬兵が身に着けた母衣、鎧の下に身に着ける鎧直垂も絹製である。中国では火薬を兵器に使用するようになった元の時代から綿や絹の布を使った綿襖甲・布面甲や絹のシャツが、火器に対して鉄の鎧が脆弱であったため主流となった。
この綿を使った鎧は19世紀でも使用された。フランスの李氏朝鮮攻撃で近代火器に対して防御が劣っていたことが判明したことから、1871年に李氏朝鮮は綿製背甲を開発した。この鎧は、米軍との戦争で使用されたあと、鹵獲され、2007年までスミソニアン博物館で展示されていたが、韓国に返還され国立古宮博物館で展示されている。
中世末期にマスケット銃が登場すると鉄製の鎧が打ち抜かれる事例が多発するようになったため、鎧職人側も対抗するために前面を厚く、背面を薄くしたり、積層装甲などの技術を用いて対抗しようとした。銃が大量に配備されるようになるとマスケット銃の弾が貫通しないことが重要なこととなり、出来上がった鎧を銃で撃つ『試し胴』を行い貫通しないことを証明するようになった。

### 19世紀〜

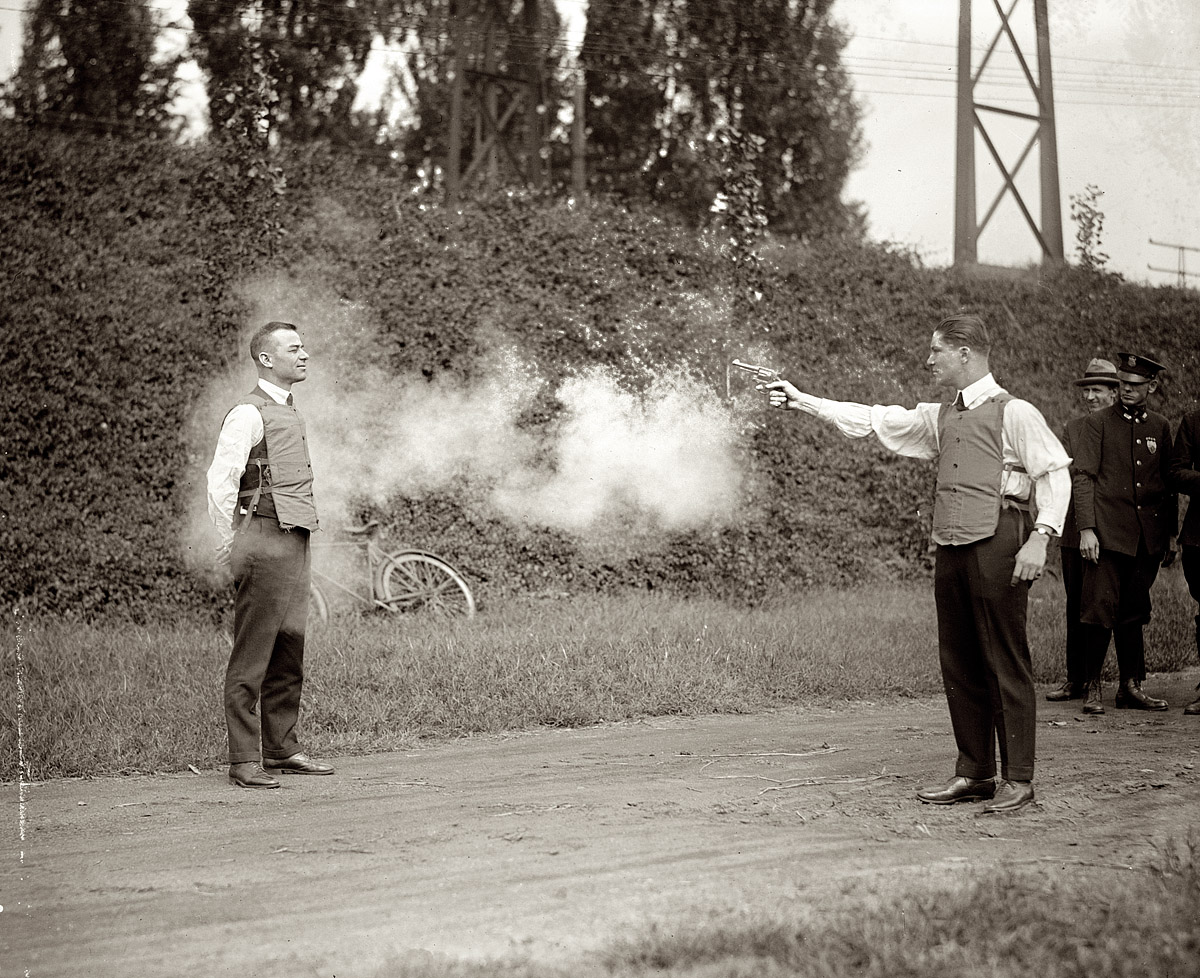
1923年9月にワシントンD.C.で行われた防弾実験

銃の発達によって装甲の薄い全身鎧は存在価値を失い、鎧は頭と胴体だけを守る物へと変化した。中世のものよりも厚くなり、遠距離からの小銃弾や銃剣に耐えられるようになった。このような鎧を身に着けた胸甲騎兵や装甲擲弾兵がエリート部隊として戦場に現れた。しかし、このような鎧も機関銃の登場によって価値を失っていく。
1881年、アリゾナ州の医師George E. Goodfellowが絹のハンカチが銃弾を止めていたことを発見した。1887年に、グッドフェローは、Southern California Practitionerという学術誌に論文『Impenetrability of Silk to Bullets（銃弾に対しての絹の貫通耐性）』を掲載した。グッドフェローが試作した30層から18層までの絹のベストは銃弾を止めて着用者を守っている。
1893年シカゴ市長カーター・ハリソンが自宅にいる際にギャングによって機関銃で撃たれ、命を落とすという事件が起きた。
シカゴの教会の聖職者だったポーランド人カシミール・ゼグレンは市長の死に衝撃を受け、神聖な仕事として防弾ベストを作る事を決意する。グッドフェローの研究から絹を試し、絹の縫い方を研究して18層の絹のベストより薄くて軽い厚さ1センチ程度に抑えた防弾ベストを仕上げた。1897年3月16日、効果に疑問を持つシカゴ市民を納得させるため、シカゴ劇場において自らベストを着用して実弾を使った実演を行い、成功した。しかし、縫製技術や大量生産の知識はなかったことから、ポーランドの発明家ヤン・シュチェパニクと共同で開発を行った。共同で製造した防弾ベストは、スペイン国王アルフォンソ13世の暗殺を止めている。

### 第一次世界大戦

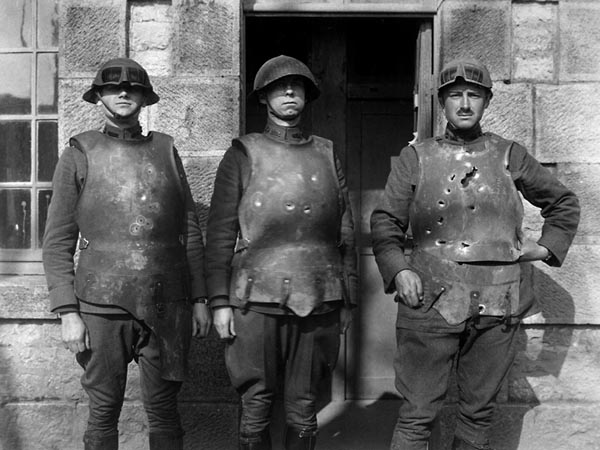
第一次世界大戦のフランス兵、実射テストに供された胸甲を装着している

1914年にゼグレンの開発した絹のボディアーマーは800USドル（現在の価格で1万5,000USドル）程度で高価なものだったが、黒色火薬を用いる初速の低い銃弾を防ぐのには十分な性能であった。これを着用できたのは少数の精鋭部隊のみだった。
この大戦での塹壕戦では、それまでの皮製のヘルメットなどに代わる鉄兜や、一部では昔の胸甲騎兵のような鉄製のボディアーマーも用いられた。前者はその後一般化していったのに対し、後者は小銃弾に耐えられるように分厚くなっており、重量は30 kg前後にもなっていた。あまりに重く、行動を阻害してしまう上に防御が不十分なため、特殊用途を除き廃れていった。ナポレオンの頃と大差がなく、撃たれれば貫通する可能性は高く、何の意味もなかった。塹壕での着用も無意味だった。事実上ボディアーマーは、軍で活用されず、その代償を払うのは兵士たちだった。
1920年代の後半から1930年代の前半にかけてアメリカでは木綿が詰められた布製の廉価なボディアーマーが犯罪者に用いられるようになった。このボディアーマーは初速が約1,000フィート/秒程度の拳銃弾を防ぐことが可能であったため、法執行機関がそれに対抗する目的で.38スペシャルや.357マグナム弾を装備するようになった。

### 第二次世界大戦
第二次世界大戦ではソビエト赤軍のSN-42や日本陸軍の九二式防弾具など、一部で鋼鉄製のボディアーマーが使用されていた。金属は銃が開発される以前から防具として使用されてきた素材であり、繊維系の防弾素材に比して劣化しにくい（チタンの場合は海水でも錆びない）という利点があるものの、重量が他の素材よりも重い、跳弾の危険がある、防弾性能が低い、水に浮かないなどの欠点を持つ。また、イギリス軍の爆撃機の乗員向けにナイロンを用いた対砲弾片用の"flak jacket" が開発され、以後の軍用ボディアーマーの開発に大きな影響を与えた。Flakは「対空砲」を意味するドイツ語"Fliegerabwehrkanone"の略称に由来する。

### 1950〜1970年代
朝鮮戦争においてアメリカ海兵隊がナイロン製のM1951ボディアーマーを採用して兵士に支給した結果、死傷者が減少したことから、以後アメリカ軍ではボディアーマーが標準的な装備となった。
ベトナム戦争中の1967年には、世界初の小銃弾阻止可能なボディアーマーであるT65-2プレートキャリアが開発された。このボディアーマーには当時チキンプレートと呼ばれていたセラミックプレートが装備されており、低空を飛行する危険な任務に当たるヘリクルーに配備されたが、非常に重かったため戦場では不評であった。

### 1980年代

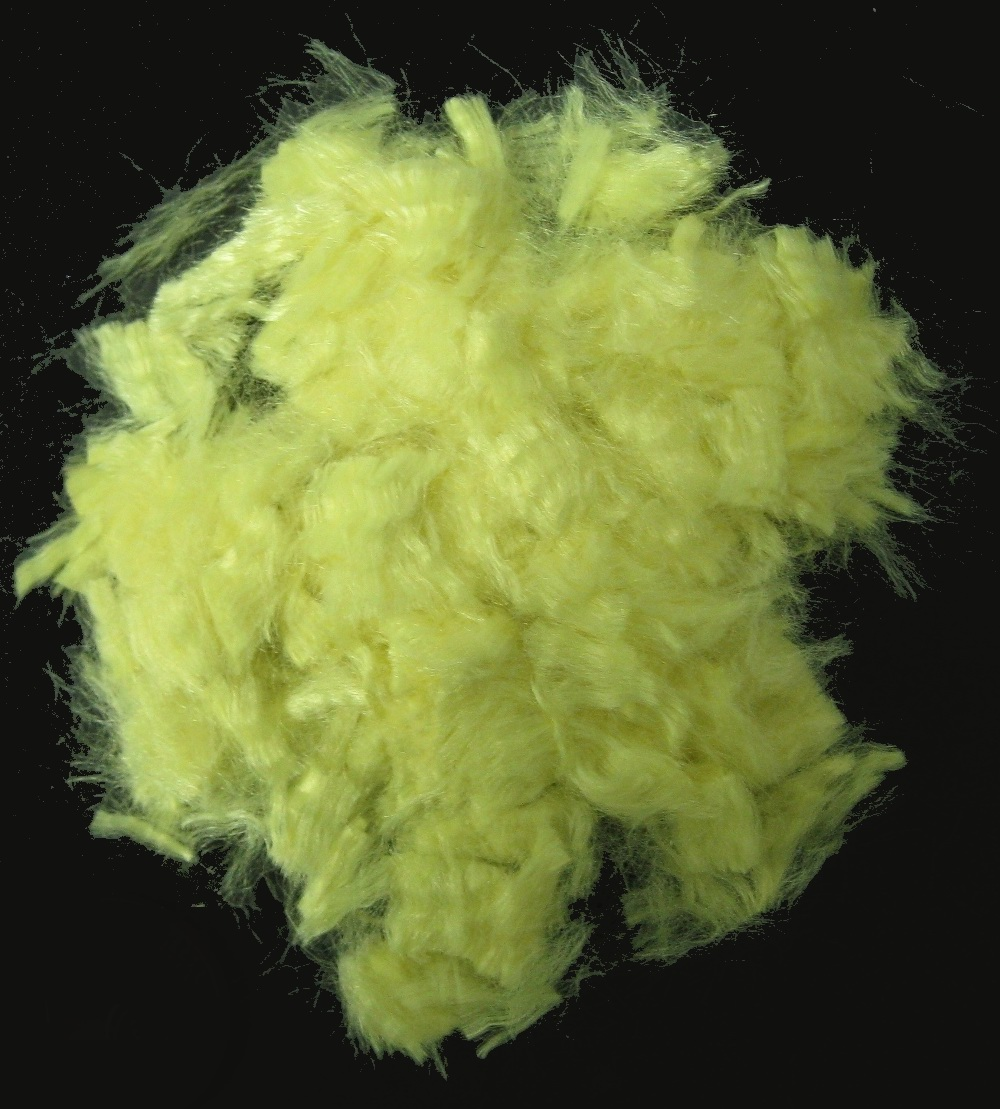
ケブラー繊維。同様の防弾・防刃繊維に帝人社のトワロンなどがある。

アメリカ軍によって採用されたPASGTボディアーマーではデュポン社が開発したアラミド繊維であるケブラーが防弾材として採用された。この素材は、鋼鉄の数倍の引張強度を持ち、なおかつ熱に強い、加工や縫製が容易、安価などの利点を持つが、防弾能力は拳銃弾を止める程度が限界であり、より威力の大きい小銃弾や細身の刃物や弓矢などは通しやすい。防刃目的に使われる場合は、強化樹脂や金属のプレートを使用したり、チェインメイル（鎖帷子）を併用したりする。水分を含むと防弾性能が著しく低下するため防水処置が必要なこと、水に浮かないなどの欠点がある。耐摩擦効果の高い繊維で編まれた布を数枚から数十枚重ねることで、銃弾のエネルギーを減衰させることに主眼をおいている。ネットにバレーボールを打ち込むように、繊維が周りにエネルギーを分散させることでダメージを減免するのである。繊維のみを用いたボディアーマーは比較的軽量で動きも束縛しにくいというメリットがある。
アラミド繊維の大きな特徴として難燃性があり、自己消火性を有し、他の有機繊維の様に溶融せず炭化するため、熱によって溶けた繊維が皮膚に付着したりするという二次災害の危険が無いという利点がある。このため車両やヘリコプターのエンジンルーム等の高温部の防御にも使用されている。
アラミド繊維に続く第2世代の防弾繊維として、超高分子量ポリエチレンから作られた「超高分子量ポリエチレン繊維」があり、DSM社の「ダイニーマ」やハネウェル社の「スペクトラ」が有名である。アラミド繊維を超える耐衝撃性・耐摩耗性を有し、さらに吸水で劣化しない、軽量で水に浮くなどの利点を持つが、熱に弱く135度で溶解してしまう欠点を持つ。
超高分子量ポリエチレン繊維は加工方法によっては「ソフトアーマー」だけでなく「トラウマプレート」としても使用することが出来る。特殊な温度制御式超高圧プレス機で圧着して硬度の高いプラスチックの板状にすることが可能であり、この状態であれば小銃弾の阻止も可能である。
一方ソビエト連邦軍においてもアフガニスタン紛争 (1978年-1989年)に参戦し現地で対ゲリラ作戦を経験し苦戦した中で独自設計のボディーアーマーの開発に着手し、6Б1、6Б2、6Б3といった幾つかのタイプが
アフガニスタン紛争で前線で戦うスペツナズ空挺軍兵士などに装備され使用された。実戦を経て、ソビエト連邦軍もボディーアーマーを装備に追加した近代化、戦闘能力の強化を図っていた。

### 1990年代

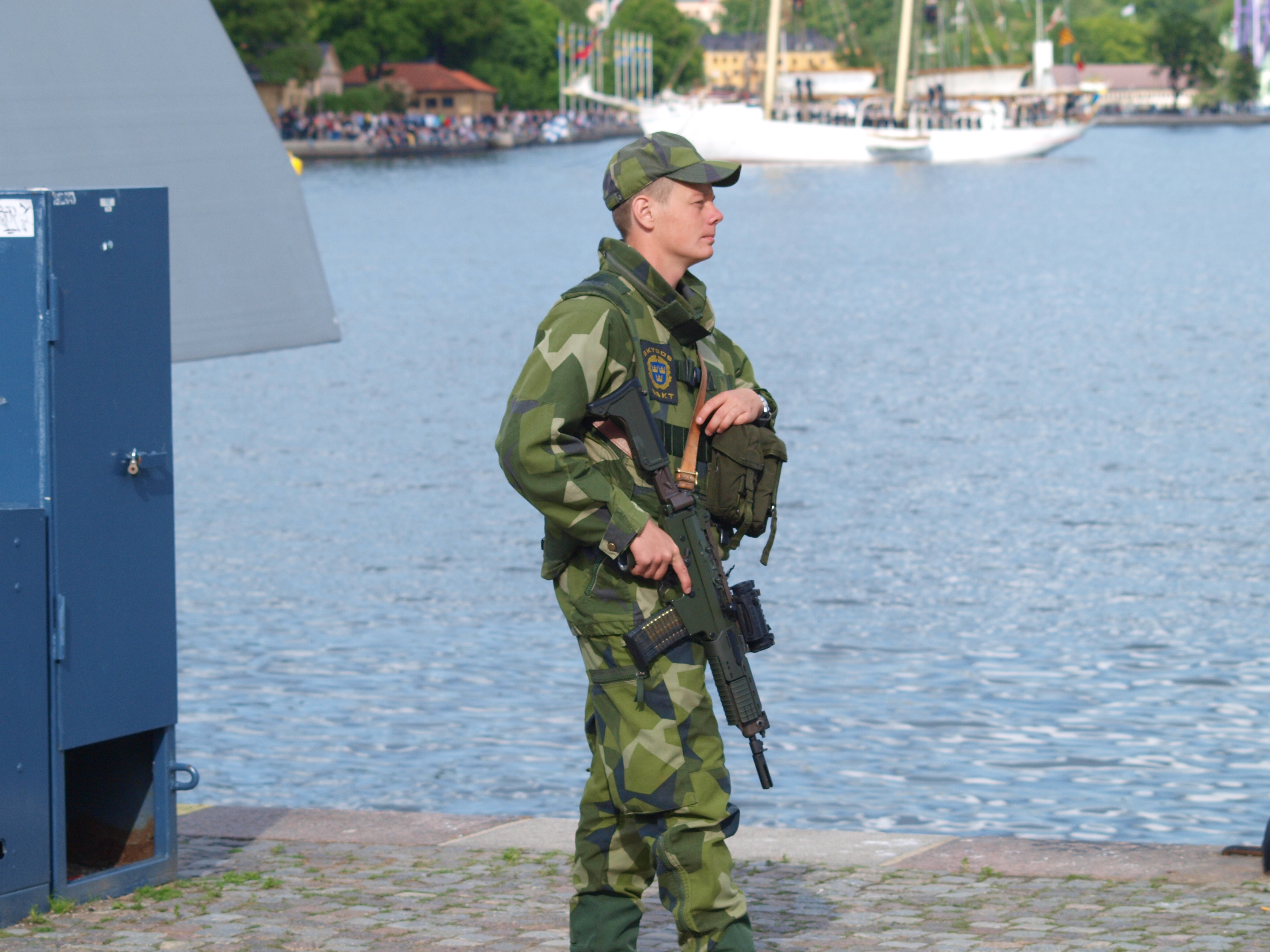
Krsk94を着用したスウェーデン軍兵士。現在はKrsk12に更新が進んでいる。

1990年にはフランスで炭化ケイ素や炭化ホウ素のセラミックを防弾材としたセラミックプレートが一般の兵士に支給され始めた。このトラウマプレートは小銃弾の阻止が可能であり、一般の兵士の生存率向上に貢献した。しかし、繊維系の防弾材と比べると重いため、セラミック系防弾材は重要部位のみを防護するハードアーマー、繊維系弾材は他の部位を防護するソフトアーマーに分化し目的に応じて併用、もしくは使い分けられる場合が多い。
また、1991年にアメリカ軍の特殊部隊で採用されたレンジャーボディアーマーはセラミックプレートを前、後部に挿入することで、それまで歩兵用に採用されていたケブラー製のPASGTベストでは不可能だった小銃弾の阻止を可能とした。
また、PASGTの後継としてアメリカ陸軍と海兵隊で採用されたインターセプターボディアーマーにはボディアーマーとして初のPALSウェビングが縫い付けられている。これにより任意の位置にポーチ類を装着する事が出来、装備の自由度向上に寄与している。レンジャーボディアーマーで不評だった重量も大幅に軽量化されていた。

### 2000年代

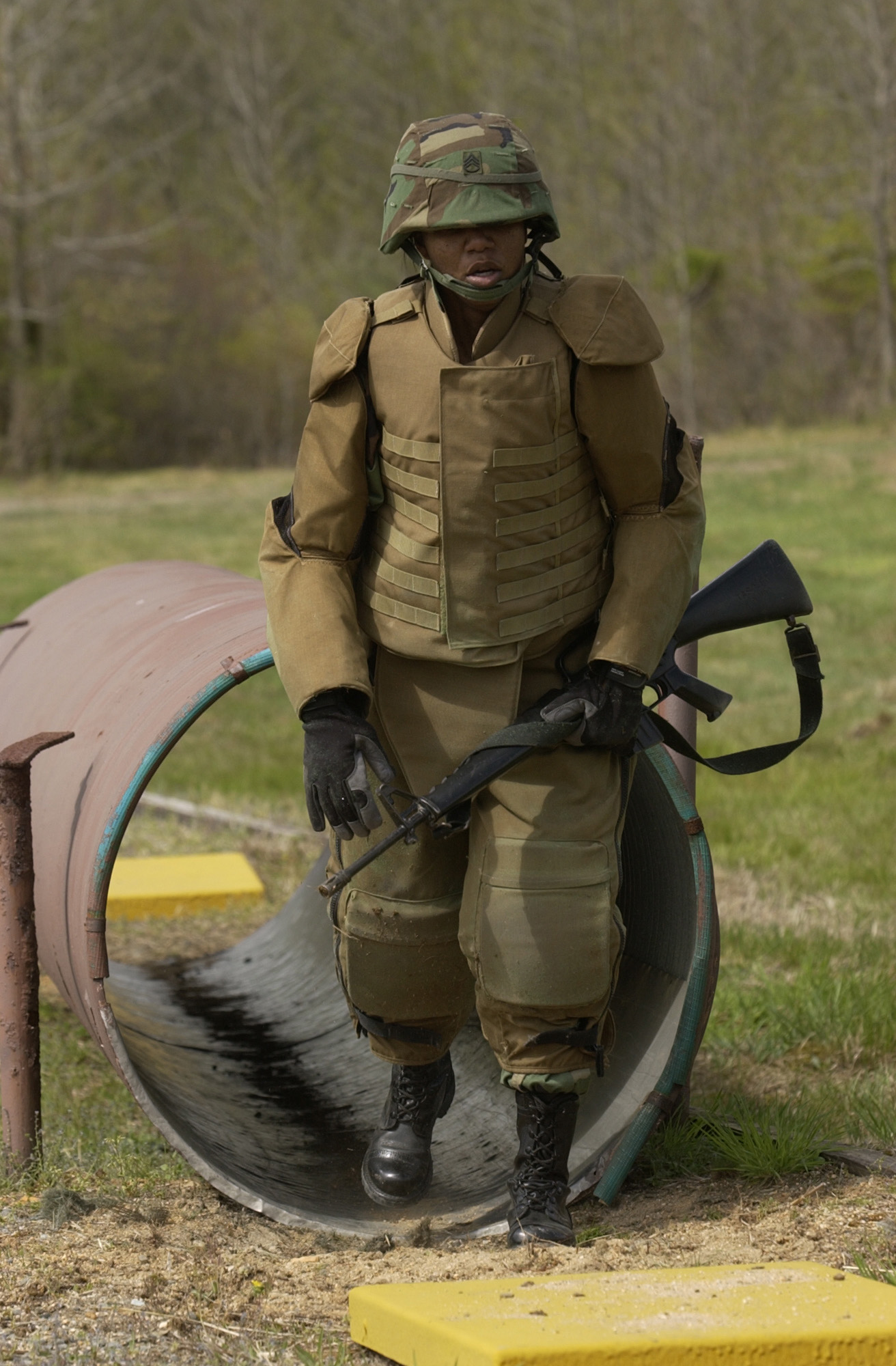
車輌の機関銃手用に防御力を大幅に向上したIBAの拡張型 Quadgard IVを試験運用中のアメリカ軍兵士

アメリカ同時多発テロ事件を契機としたアフガニスタン、イラクでの対テロ戦争では接近戦の増加や強力な爆弾による待ち伏せ攻撃 (IED) が多発し、ボディアーマーの更なる改善が求められ、アメリカ軍ではSAPI (Small Arms Protective Insert) よりセラミックの厚みが増したESAPI (Enhanced Small Arms Protective Insert) が開発された。従来のSAPIは7.62x51mm NATO弾 (M80) を停止する程度だが、ESAPIは小銃弾としては威力、貫通力共に最上級の.30-06スプリングフィールド徹甲弾 (APM2) を停止する能力を有している。SAPIはセラミック層に「スペクトラ」の裏地を当てているが、ESAPIでは防弾不織布（一方向強化ポリエチレン材料）に変更されている。
また、ESAPIと同時に両側面腹部を防護するESBI (Enhanced Side Ballistic Insert) が開発されこのプレートを標準装備するIOTV（アメリカ陸軍、2006年）とMTV（アメリカ海兵隊、2006年）が採用された。
対テロ戦争の結果、アメリカだけではなく世界各国でボディアーマーの改善が行われるようになり、日本の陸上自衛隊でも自衛隊イラク派遣時に、当時採用されていた戦闘防弾チョッキでは危険と判断し防弾チョッキ2型を急遽採用して派遣部隊に装備した。
しかし、これらの防御力を追求したボディアーマーは重量が増大しているため、兵士の機動性が低下したり疲労や腰痛を起こすことが問題となった。特にアフガニスタンの山岳地帯などで戦う兵士にとってはこれは深刻な問題であったため、アメリカ軍では防御範囲を減らすことで軽量化を行ったSPCやSPCSを採用した。
同時期にソ連崩壊による混乱の影響を強く受けていたロシア連邦軍はそれまでのソビエト時代の旧式ボディーアーマー、現用ボディーアーマーをチェチェン紛争などに投入させていたが兵站に混乱を招いたため、2003年に6B23が採用された。2014年にラトニク計画で新型である6B45が採用された。
この時期から、ケブラーなどの耐弾繊維を使用せず、防弾プレートを一般繊維製キャリアベスト内に入れることにより肺や心臓などの重要な臓器部分という最低限の胴部保護だげをする、コスト低減と軽量化を図るプレートキャリアも普及が進んでいる。防弾プレートだけでは防御範囲は耐弾繊維を使用するボディーアーマーより少ないが、キャリアベスト部分は防御機能を影響せず、ダメージを受けて破損してもプレートを交換するだけで防御機能が回復し、キャリアベストの修復も容易など利点がある。また、防弾プレートさえ別途で入手できれば、プレートキャリアベスト自体の製造と所持の規制は比較的緩いため、軍警察に限らず、民間の警備業、また自己防衛目的にも使用されている。

低価格プレートキャリアベストの普及と共に、予算ある軍警察での採用は稀だが、民間市場にはセラミックプレートの他、重量と引き換えに価格を抑えたAR500など高硬度装甲鋼素材の防弾プレートも改めて発売されており、表面に粘着性ある塗料を使用することで、被弾時に金属破片が高速で飛び散りやすいという欠点を克服した製品も出回っている。

2010年代以降のボディアーマー
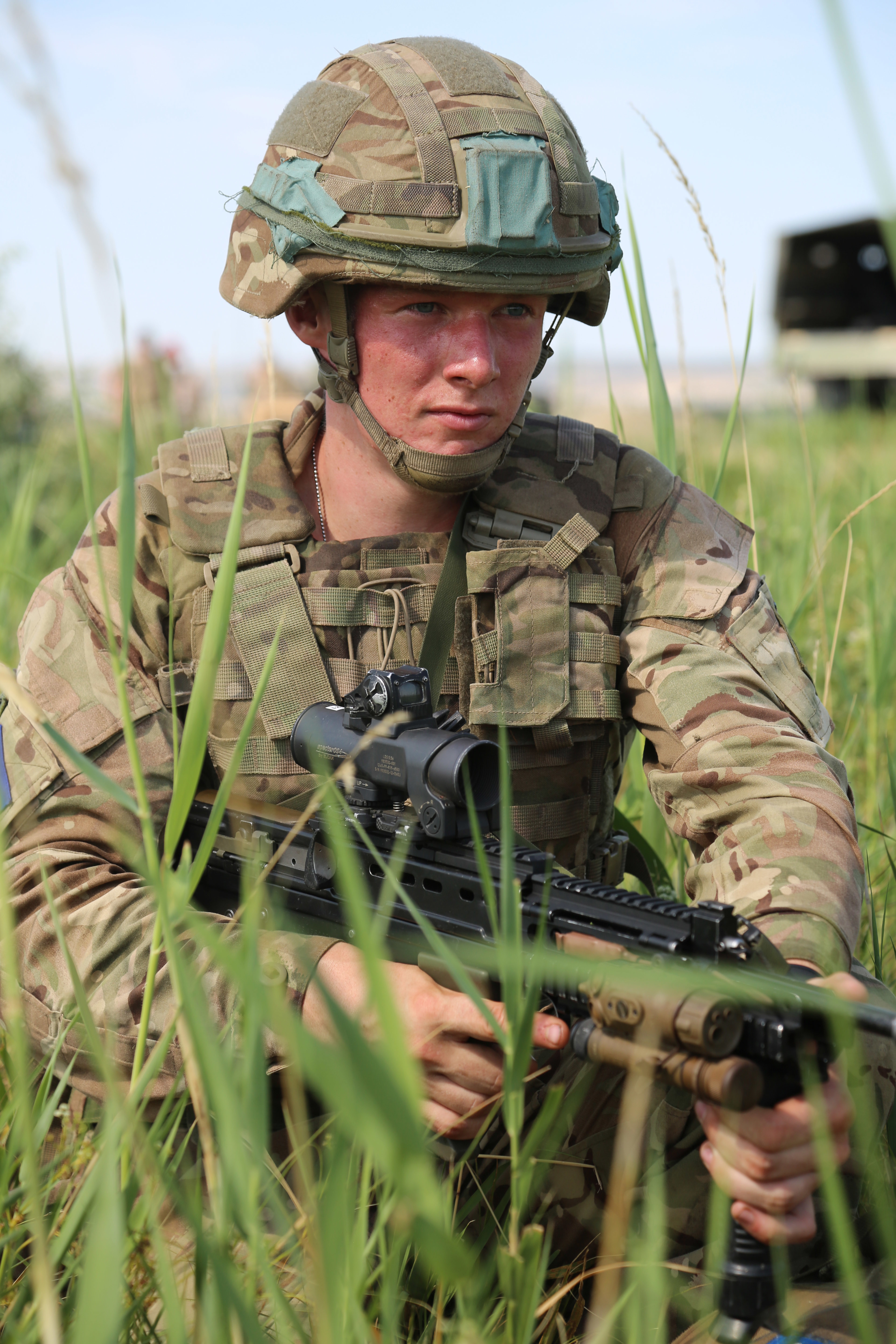
Scalable Tactical Vestを着用したイギリス軍兵士
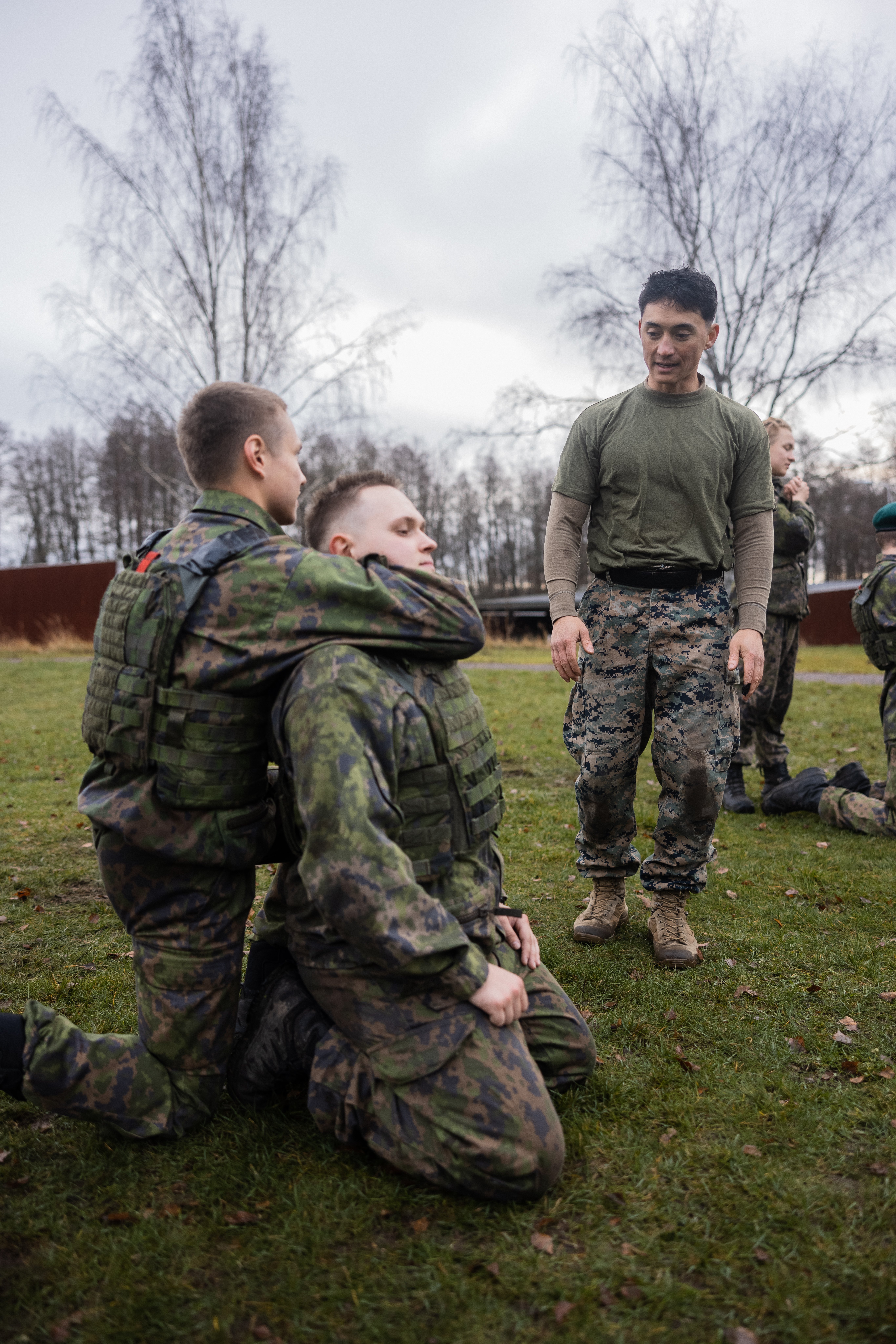
M17を着用したフィンランド軍兵士
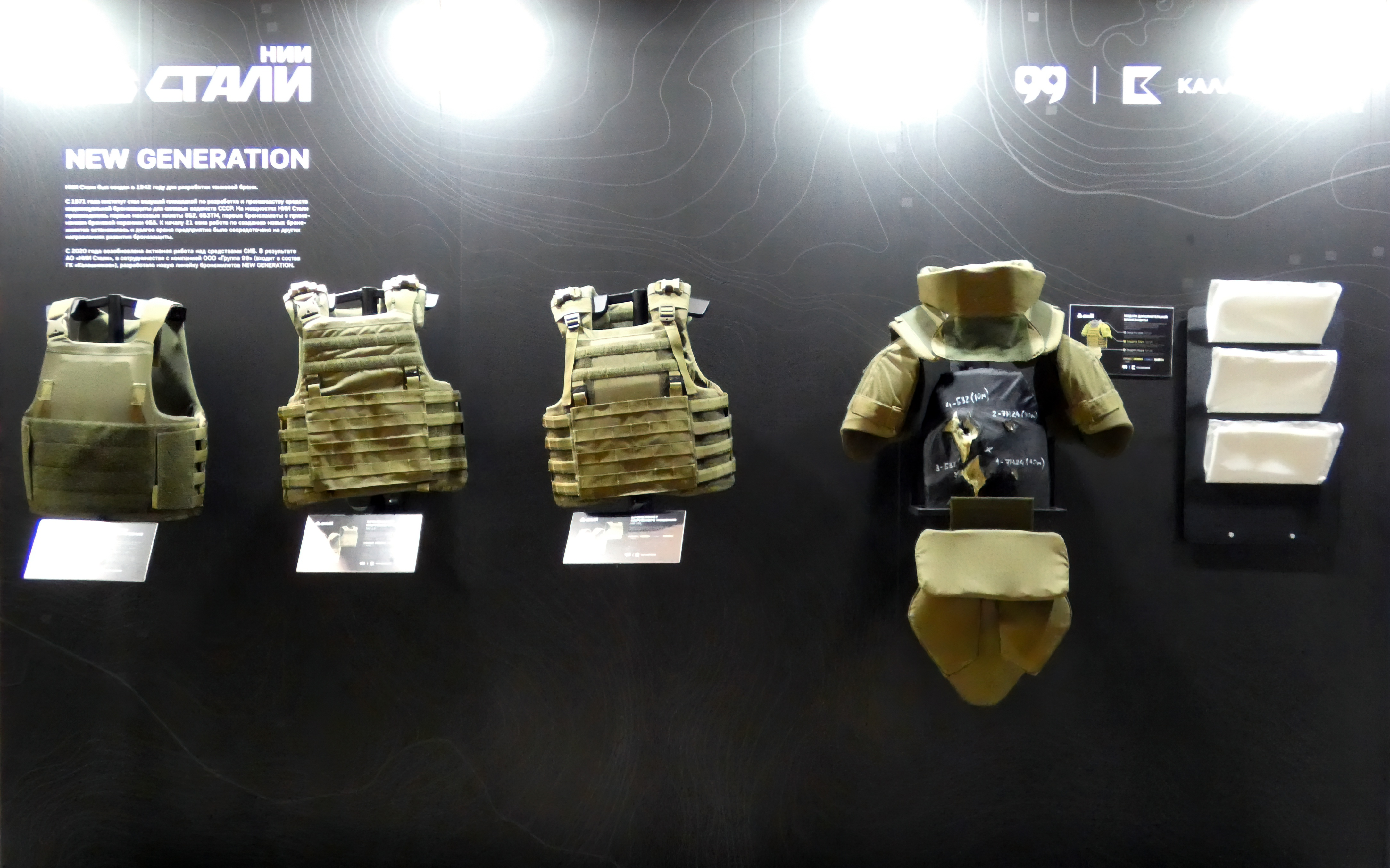
2020年代初期の各種ボデイアーマー
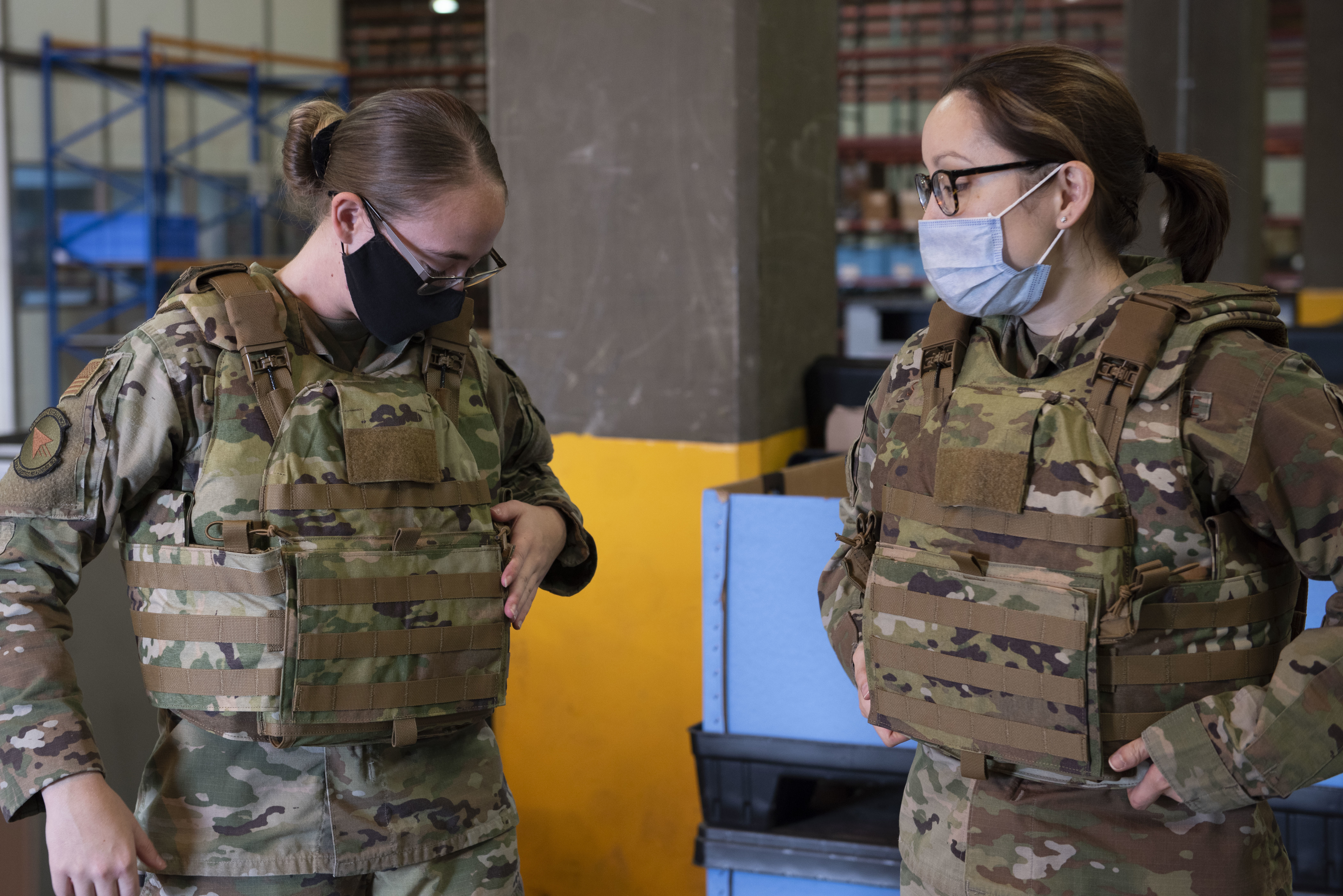
女性用ボディアーマーシステムを試着している米空軍の女性兵士、2021年1月2日。
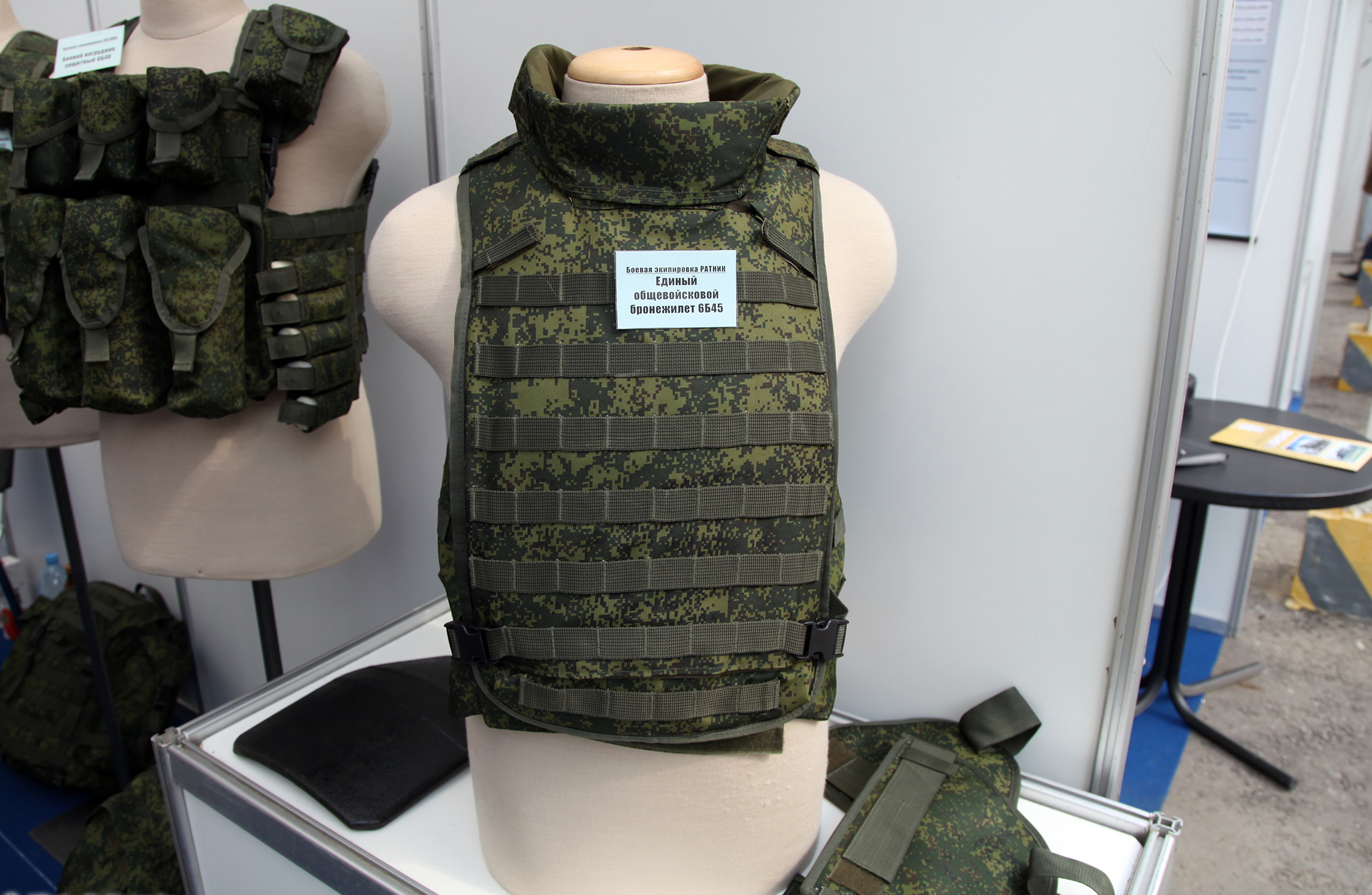
ロシア連邦軍の6B45
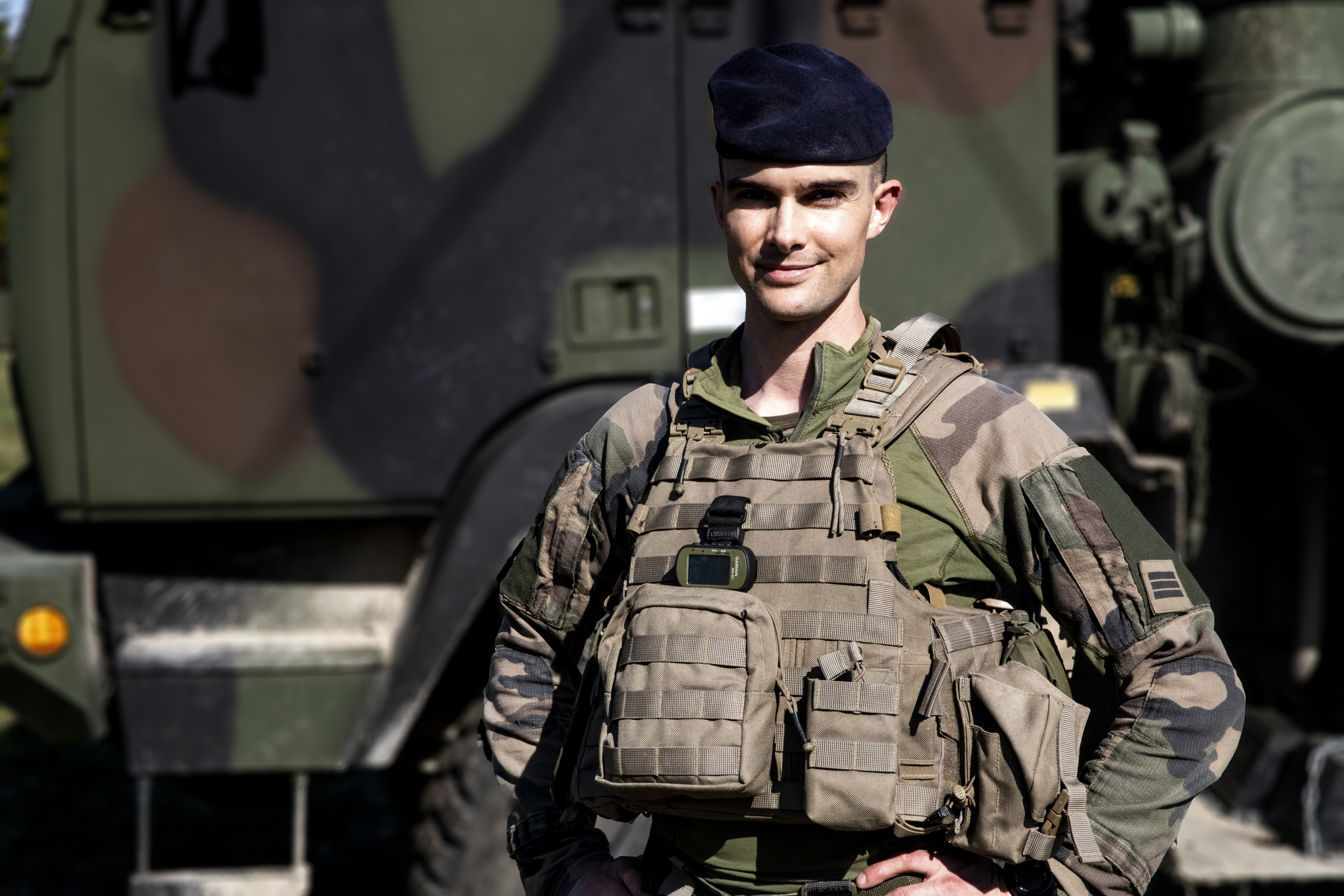
SMBを着用したフランス軍兵士

## 性能
化学繊維製ボディアーマーの場合、運用年限は3年程度で、製造から5年以上経過すると素材が経年と共に自然劣化して防弾機能が低下してしまう。実際に警察や民間などで更新を怠ったために劣化したボディアーマーが機能せず、メーカーと訴訟に発展したことがある。
一度でも銃弾が命中すると命中した場所の周囲が激しく劣化するため、近い場所に二発以上命中すると繊維が裂けて貫通する。規格上は着弾点が4インチ (10.16 cm) 以上離れていなければ正規の性能が保証されないことになっている。このため、一度でも被弾したボディーアーマーは交換する必要がある。
元々、アメリカ西部開拓時代に保安官が着用していたが当時の製品は衣類にしては重すぎ、活動的ではなかったので改良が幾度となく行われた。現在のものは軽量化・高性能化に富み、活動的なデザインと密着感のあるものとなった。ただし、普段全く着用しない者が簡単に着こなせるほど手軽なものではなく、さらに軽量化されているとはいえやはり普段の服装に比べればはるかに重い。
ケブラー繊維は水に濡れると防御力が低下するため、ケブラーの部分は防水処理が施されている。このため服としては極端に通気性が悪い。

## 弱点
広範囲かつ不規則に破片をばらまく爆発物に対しては、防御されていない部分に命中した破片によって致命傷や重傷に至る事態が多発している。
主な事例として、
- 首の頸動脈や脊髄が損傷して致命傷になる。
- 脇の下が空いているためここから侵入した破片が心臓に達すると致命傷となる。日本でも拳銃弾が隙間に進入して警察官が死亡した事例がある。
- 上腕部にライフル弾などの貫通力の高い物が命中するとそのまま腕を通り抜けて胸部に入り、心臓や大動脈に達して死亡する。

主に首の頸動脈、脇の下、股間部分などの動脈が損傷すると止血が難しく、短時間で失血死する危険が高い。これらの欠点を補うために、首を覆う部分や上腕部を覆うアーマーの追加が行われたりしているが、重量増加とコスト上昇、動きにくくなるといった問題もある。
誤解されやすい事であるが、元々ボディアーマーは「偶然の飛来物の貫通を防ぎ、致命傷を回避する」ことが目的で、「飛来物の効果を打ち消して、怪我を完全に回避する」ことが目的ではない。現実には、たとえ弾丸がボディアーマーでストップしても、人体には着弾時の衝撃がかなり伝わる。これは、厚手のジャンパーを着ている人間を勢い良く指で突けば、指がジャンパーを貫通することはないが、相手は突かれた衝撃を感じるのと同じ理屈である。したがって、かなり低性能の弾丸でも当たった場所にアザが出来たり軽い打撲を負うことはあり、エネルギーの大きい弾丸では肋骨が折れたり内臓が破裂することさえある。ボディアーマーの内側に、衝撃を分散するパッドを装着することで、幾分か衝撃を緩和できるが、性能への過信は禁物である。
なお、ボディアーマーの上に物を付けるのは問題はないが、ボディアーマーの下に堅い物を入れておくのは禁忌である。これは弾丸が命中した時に堅い物が衝撃の分散を妨げて打撲傷や骨折を引き起こすためである。そのため、ボディアーマーの下にはボタンやジッパーのない服を着る必要があり、ポケットなどには物を入れてはならない。実際にドイツでは、女性警察官がブラジャーの金具で負傷するという事故が起きたため、金具のないスポーツブラを支給することになった。
また、ベトナム戦争時にはヘリコプターの搭乗員用に防弾パンツが採用されていたが、ベトナムの暑さで蒸れてしまうため戦闘に支障をきたしたり、兵士自ら外してしまうことが多かった。
防弾ベスト外傷
防弾ベストを着こんでいても、着弾の運動エネルギーは防弾ベストを変形させ防弾ベスト外傷を起こす。内容は、鈍的損傷・骨折などである。

## 法律
国によっては、輸入・所有に制限がある。

## 動物用
人間の兵士だけでなく、軍用犬などの軍用動物用のボディーアーマーも開発されている。大型犬であっても重量によって機動性が落ちるため、胴体を保護する軽い防刃ベストが主流である。またポケットに少量ではあるが医薬品や弾薬などを入れることも出来る。

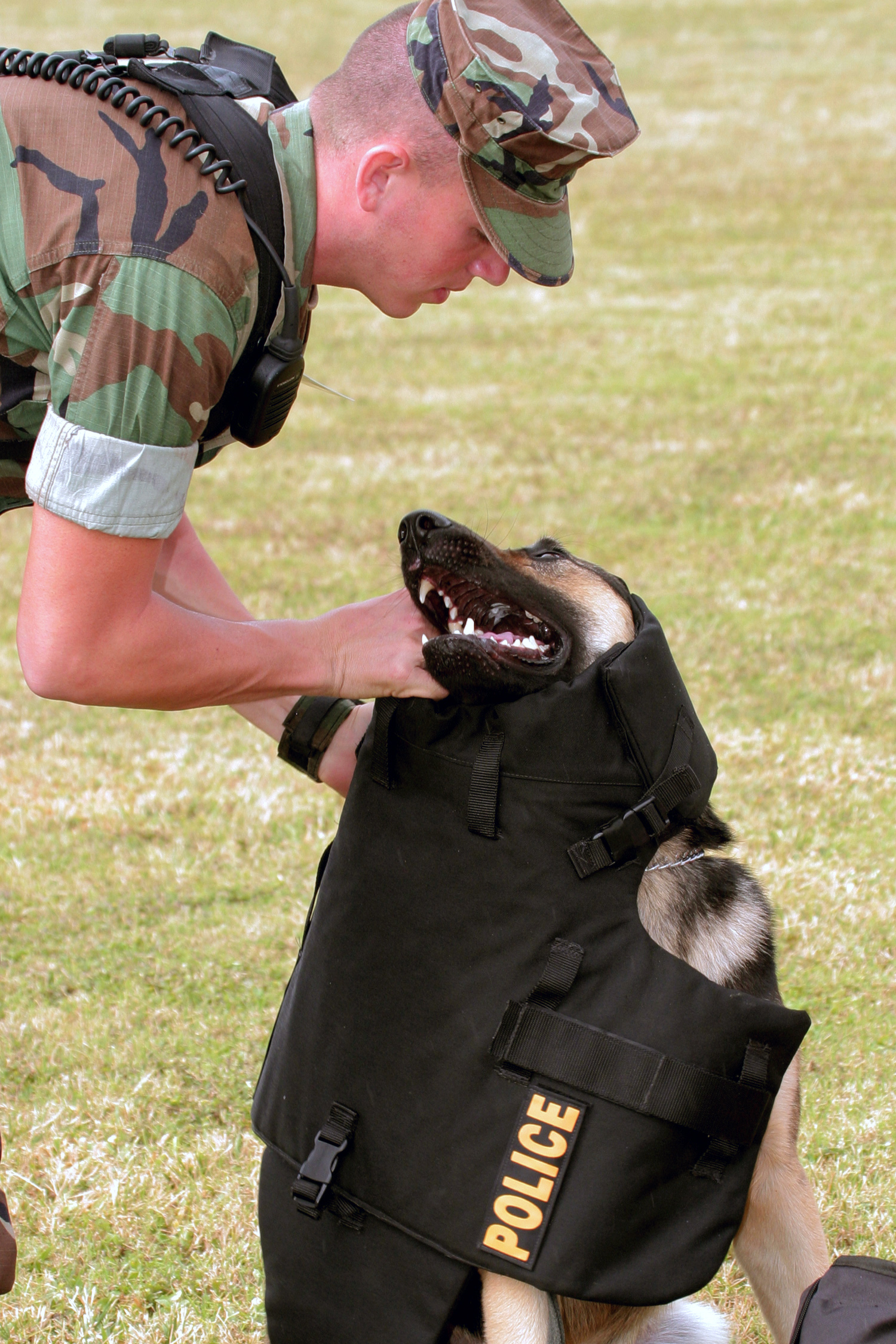
ボディアーマーを着用するアメリカ海軍の軍犬
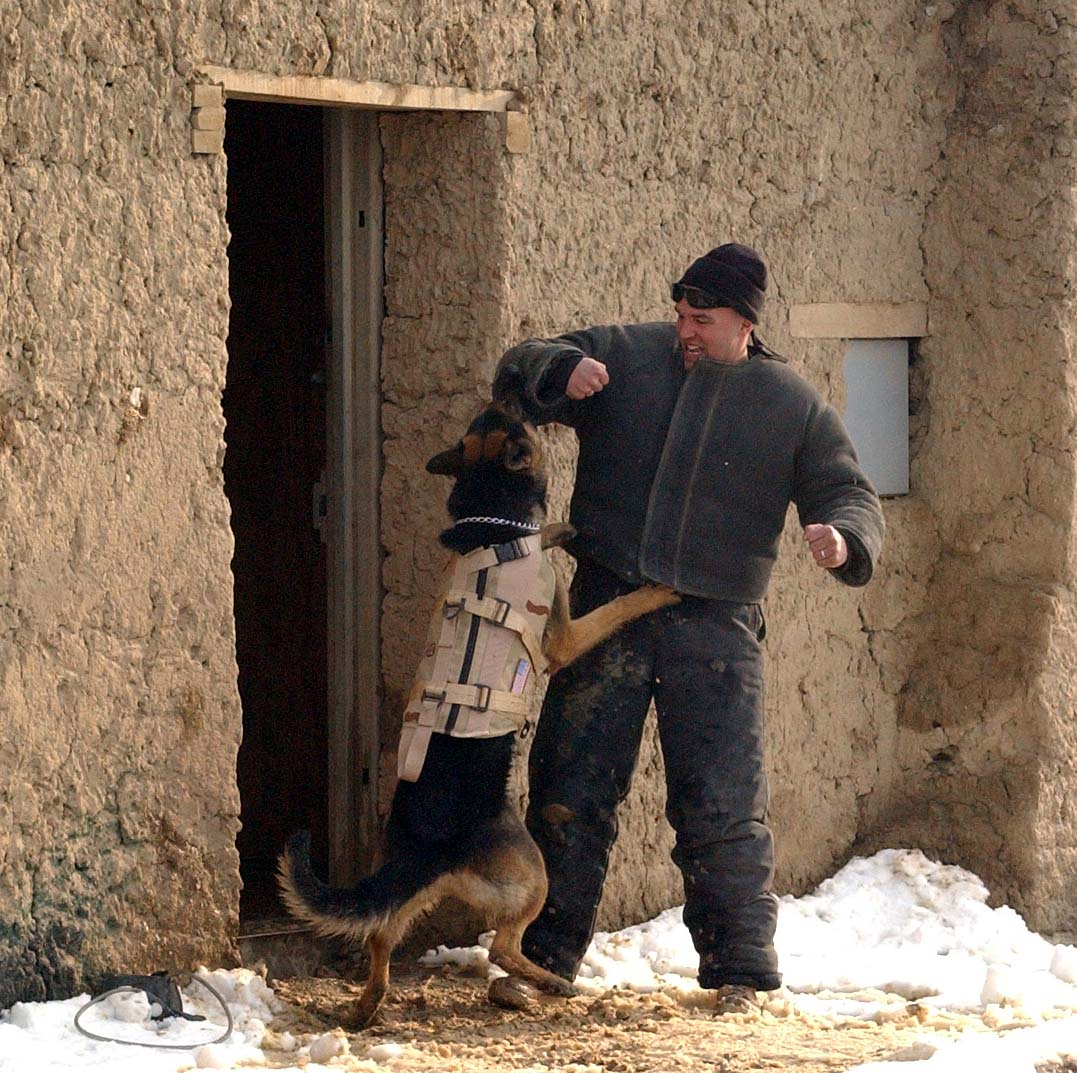
ボディアーマーを着用したアメリカ陸軍の軍犬。